# Csuklász
Csuklász (szlovákul Čuklasovce) Nagydraskóc településrésze, korábban önálló falu Szlovákiában, a Trencséni kerületben, a Báni járásban.

## Fekvése
Bántól 11 km-re északnyugatra, Nagydraskóc központjától kb. 3 km-re nyugatra fekszik.

## Története
1352-ben „Chuklaz” néven találjuk, ugyanekkor említik Csuklászy Istvánt. A Csuklászy, vagy Csuklaszóczy család ősi fészke. Egy másik Csuklászy István 1514 és 1523 között királyi tisztségviselő volt. 1523-ban Csuklászy Pál birtoka. Később több nemesi család is birtokos a településen, például a Borcsiczky, Ribár, Marikovszky, Kvasovszky, Kmeth és Ghilányi családok. 1598-ban „Cwklssocz” néven említik, ekkor 18 nemesi ház állt a községben. 1784-ben 30 háza és 188 lakosa volt.
A 18. század végén Vályi András így ír róla: „CSUKLÁS. Csuklasovcze. Tót falu Trentsén Vármegyében, földes Ura Borsiczky Uraság, lakosai katolikusok, fekszik Kis Hradna mellett, mellynek filiája, Zaj Ugrótztól mintegy két mértföldnyire, határbéli földgyének sovanysága miatt, harmadik Osztálybéli.”
1828-ban 24 háza és 136 lakosa volt. Lakói főként mezőgazdasággal foglalkoztak.
Fényes Elek 1851-ben kiadott geográfiai szótárában így ír a faluról: „Csuklász, tót falu, Trencsén most A. Nyitra vgyében, 160 kath., 14 zsidó lak. F. u. többen. Ut. p. N. Zsámbokrét.”
1910-ben 198, túlnyomórészt szlovák lakosa volt. A trianoni békéig Trencsén vármegye Báni járásához tartozott.
1976-ban egyesítették Alsódraskóccal és Felsődraskóccal.

## Nevezetességei
- Harangláb.

## Lásd még
- Nagydraskóc
- Alsódraskóc
- Felsődraskóc